# Butylhydroxytoluol
Butylhydroxytoluol (BHT) ist eine chemische Verbindung aus den Gruppen der Toluolderivate bzw. der Phenole, die industriell in erheblichen Mengen hergestellt und verwendet wird. Phytoplankton wie die Grünalge Botryococcus braunii und die Cyanobakterien Cylindrospermopsis raciborskii, Microcystis aeruginosa und Oscillatoria sp. bilden BHT, wie durch GC-MS nachgewiesen wurde.

## Gewinnung und Darstellung
BHT kann in einer Friedel-Crafts-Alkylierung durch Reaktion von p-Kresol (4-Methylphenol) mit Isobutylen (2-Methylpropen) hergestellt werden, wobei Schwefelsäure als Katalysator dient:
Butylhydroxytoluol zählt zu den chemischen Substanzen, die in großen Mengen hergestellt werden („High Production Volume Chemical“, HPVC) und für die von der Organisation für wirtschaftliche Zusammenarbeit und Entwicklung (OECD) eine Datensammlung zu möglichen Gefahren („Screening Information Dataset“, SIDS) angefertigt wurde.

## Verwendung
BHT wird in zahlreichen Verbraucherprodukten, z. B. Farben, Wachsen, Kosmetika, Arzneimitteln oder Verpackungsmaterialien, und auch als zugelassener Lebensmittelzusatzstoff unter der Bezeichnung E 321 eingesetzt. Es dient vor allem als Antioxidans, um Veränderungen von Produkten durch Luftsauerstoff zu verhindern oder zu verlangsamen. Sein Zusatz als Stabilisator zu Diethylether, Tetrahydrofuran oder 1,3-Dioxolan verhindert die Bildung gefährlicher Etherperoxide.
Außerdem dient es der Stabilisierung von Biodiesel.
In den 1980er-Jahren wurde die Wirksamkeit von BHT gegen Herpes-simplex-Viren in Hamstern festgestellt. Allergische Reaktionen der Testpersonen gegen BHT verhinderten aber eine weitere Nutzung in diesem Bereich.

## Analytik
Zur Isolierung der Substanz aus Ölen und fetthaltigen Untersuchungsmaterialien kann die lipophile Gelchromatographie an Sephadex LH 20 eingesetzt werden. Die qualitative und quantitative Bestimmung kann durch Gaschromatographie erfolgen. Auch die Kopplung der HPLC mit der Massenspektrometrie kann nach angemessener Probenvorbereitung zur qualitativen und quantitativen Bestimmung von BHT eingesetzt werden.

## Sicherheitshinweise und Toxikologie
In einer Übersichtsarbeit wurden Tierversuche mit hoher Dosierung von BHT beschrieben: Es traten Störungen der Blutgerinnung auf, und im Langzeitversuch wurden Lebertumore beobachtet.
Die Internationale Agentur für Krebsforschung (IARC) hat BHT als nicht klassifizierbar eingestuft.
Butylhydroxytoluol wurde 2016 von der EU gemäß der Verordnung (EG) Nr. 1907/2006 (REACH) im Rahmen der Stoffbewertung in den fortlaufenden Aktionsplan der Gemeinschaft (CoRAP) aufgenommen. Hierbei werden die Auswirkungen des Stoffs auf die menschliche Gesundheit bzw. die Umwelt neu bewertet und ggf. Folgemaßnahmen eingeleitet. Ursächlich für die Aufnahme von Butylhydroxytoluol waren die Besorgnisse bezüglich Exposition empfindlicher Bevölkerungsgruppen, Exposition von Arbeitnehmern, hoher (aggregierter) Tonnage und weit verbreiteter Verwendung sowie als potentieller endokriner Disruptor. Die Neubewertung läuft seit 2016 und wird von Frankreich durchgeführt.